# Windows Messenger
Windows Messenger是微软公司开发的即时消息客户端软件，內建於Windows XP中。能够同时登录到SIP和.NET Messenger Service。從版本5開始，它能在Windows 2000、Windows XP和Windows Server 2003中运行，但不包括Windows Vista。
Windows Messenger與Windows Live Messenger（前稱MSN Messenger）是不同的，縱使名稱相似。後者可以從微軟的網站下載。此外，Windows Messenger與信差服務並沒有關係，後者是Windows NT的LAN Manager組件中的一部分。
在商業應用環境中，Windows Messenger已經被Office Communicator取代。在.NET Messenger Service中，亦被Windows Live Messenger取代，

## 概要
Windows Messenger與Windows XP一同發佈，亦預設安裝於系統中。它有數個功能，例如即时消息、在線顯示、檔案傳輸，程式共用和白板。而後來的版本亦新增了手寫功能寫入，與Live Communication Server整合。此外，Windows Messenger亦與Microsoft Exchange、Microsoft Outlook、Microsoft Outlook Express和Windows XP中的遠端協助整合。Windows Messenger亦與Windows XP Media Center Edition中的Media Center整合。Windows Messenger可以與Exchange Server 2000 Instant Messaging Service和.NET Messenger Service溝通。
Windows Messenger 的開發在版本 5.1 之後停止，後續者為 Windows Live Messenger 和 Office Communicator。Windows Messenger 的插件，例如登入 Hotmail 戶口收件箱的插件，亦不能繼續使用。用戶可視乎需要，選擇使用 Windows Live Messenger 或者 Office Communicator。最終，Windows Messenger 於 2013 年全面停止服務，使用者被轉移至 Skype。

## 用戶介面
與Windows Live Messenger不同，Windows Messenger的用戶介面較簡單。後者的功能亦較少，例如動畫快遞、來電振動、自定義的表情符號，都不被支援。Windows Messenger的介面，與標準Windows XP的Luna主題相似。

## 版本和功能列表

### Windows Messenger 4.x
- Version 4.0
  - 在Windows XP發佈後，Windows Messenger立刻更新到版本4.5。
- Version 4.5
- Version 4.6

- Version 4.7（4.7.2009）
- Version 4.7（4.7.2010）

Windows Messenger 4.7的對話視窗，但工具列和邊欄都被隱藏

對於未使用Windows XP Service Pack 2的用戶，版本4.7.2009修正了一個重大的安全性問題，亦是最後一個支援插件功能的版本。
- Version 4.7（4.7.3000）

利用了Windows Messenger 5的用戶介面，亦增強了安全性。它會禁止傳輸某些檔案，與Windows XP Service Pack 2一同發佈。
- Version 4.7（4.7.3001）

修正了一個安全性問題，與Windows XP Media Center Edition 2005一同發佈，也是WIndows XP Service Pack 2中版本4.7.3000的一個更新。
- Version 4.8

新增支援手寫功能寫入，與Windows XP Tablet PC Edition2005一同發佈。

### Windows Messenger 5.x
版本5.x亦可在Windows 2000和Windows Server 2003使用。
- Version 5.0
  - 第一個支援LCS的版本。
- Version 5.1.0639（2004年12月1日）。新功能  （页面存档备份，存于）:
  - 第一個支援LCS 2005的版本。
  - 增強對Tablet PC和手寫功能寫入的支援。
  - 當使用者執行全屏程式，或者Windows Installer的安裝程式時，狀態可以自動調較為「忙碌」。
- Version 5.1.0680（2005年5月13日）。
  - 增強多網絡連接時的檔案傳輸功能。
  - 狀態顯示數據，可傳送到Microsoft Outlook和Windows SharePoint。
  - 用於x64的64-bit版本
- Version 5.1.0700（2005年9月16日）。
  - 透過最新的安全部件，增強安全性。
  - 修正視像通訊時，聲音與影像的同步性。
- Version 5.1.0701（2007年4月12日）。
  - 增強多網絡連接時的檔案傳輸功能。
  - 用於有線連接的配置
  - 用於無線網絡連接的配置
  - 用於虛擬專用網絡（VPN）連線的配置
- Version 5.1.0706（2007年6月4日）
  - 透過最新的安全部件，增強安全性。
- Version 5.1.0.715（2008年8月12日）
  - 通过使用最新安全组件提高安全性。